# سان دييغو ستوديو
سان دييغو ستوديو (بالإنجليزية: San Diego Studio)‏ هي شركة أمريكية متخصصة في ألعاب الفيديو ، تأسست عام 2001 ويقع مقرها في سان دييغو، كاليفورنيا. تم تأسيسها عن طريق سوني كمبيوتر إنترتينمنت * تقوم الشركة بـ تطوير ألعاب الفيديو. من أشهر ألعابها سبورتس تشامبيونز.

## من ألعابها
- سبورتس تشامبيونز 2
- إن بي أي

## الموقع الإلكتروني
- الموقع الرسمي